# Jack Shaheen
Pour les articles homonymes, voir Shaheen.
Jack George Shaheen Jr. (né le 21 septembre 1935 à Pittsburgh ( Pennsylvanie) et mort le 9 juillet 2017 à Charleston en Caroline du Sud ,) est un professeur émérite américain de communication de masse à la Southern Illinois University Edwardsville (en).
Il était aussi consultant pour la chaîne CBS News pour les affaires du Moyen-Orient.

## Biographie
Jack Shaheen a étudié la représentation des Arabes et de l'Islam dans les médias américains. Dans le documentaire canadien Zone Doc : Hollywood et les Arabes, Jack Shaheen montre comment « Hollywood avilit un peuple ». Jack Shaheen s'intéresse surtout aux images stéréotypées de groupes raciaux ou ethniques. Il soutient que ces stéréotypes ne sont pas sans effet, que ces représentations caricaturales d'asiatiques, noirs, latinos ou autres ont des effets sur ces populations. Il constate que cette situation se prolonge et suggère des façons de s'opposer à ces représentations malveillantes.
Parmi les récompenses obtenues, le Prix Janet Lee Stevens de l'université de Pennsylvanie pour « sa contribution remarquable pour une meilleure compréhension au sein de nos communautés », et le Prix du Comité américano-arabe pour « son engagement continuel en vue d'une meilleure compréhension et pour la Paix ».
Shaheen, qui a reçu deux récompenses du Programme Fulbright est diplômé de l'Institut Carnegie de technologie, de l'université d'État de Pennsylvanie et de l'université du Missouri. Il apparaît régulièrement dans des émissions de chaînes de télévision comme Al Jazeera, Nightline, Good Morning America, 48 Hours, et The Today Show. Il a également collaboré à plusieurs séries télévisées : The Lucy Show, Twelve O'Clock High et Le Monde sous-marin de Jacques Cousteau.

## Publications
- (en) Guilty: Hollywood's Verdict on Arabs After 9/11 (2008)
- (en) The TV Arab (octobre 1984  (ISBN 0-87972-309-2), Bowling Green State University Popular Press)
- (en) Reel Bad Arabs (2006  (ISBN 1-56656-388-7))
- (en) Nuclear War Films
- (en) Arab and Muslim Stereotyping in American Popular Culture
- (en) Abscam: Arabiaphobia in America (1980, American-Arab Anti-Discrimination Committee)
- (en) The Survival of Public Broadcasting (1973, Southern Illinois University)